# Jorge Humberto Rodríguez
Jorge Humberto Rodríguez Alvárez surnommé El Zarko (né le 20 mai 1971 à San Alejo au Salvador) est un footballeur international salvadorien, qui évoluait au poste de défenseur et de milieu, avant de devenir entraîneur.

## Biographie

### Carrière de joueur

#### Carrière en sélection
Avec l'équipe du Salvador, il joue 71 matchs (pour 10 buts inscrits) entre 1991 et 2004. 
Il figure dans le groupe des sélectionnés lors des Gold Cup de 1996, de 1998 et de 2002. Il atteint les quarts de finale de cette compétition en 2002.

## Palmarès

### Palmarès de joueur
| CD FAS - Championnat du Salvador (2) : - Champion : 1994-95 et 1995-96. |  | CD Águila - Championnat du Salvador (2) : - Champion : 2000 (Ouverture) et 2001 (Clôture). - Copa Presidente (1) : - Vainqueur : 1999-00. |

| Isidro Metapán - Championnat du Salvador (2) : - Champion : 2007 (Clôture) et 2008 (Ouverture). |  | Dallas Burn - Coupe des États-Unis (1) : - Vainqueur : 1997. |

### Palmarès d'entraîneur
Isidro Metapán
- Championnat du Salvador (3) :
  - Champion : 2013 (Ouverture), 2014 (Clôture) et 2014 (Ouverture).